# コルネリス・デ・マン
コルネリス・デ・マン（Cornelis de Man、1621年7月1日 - 1706年9月1日）はオランダの画家である。風俗画などを描いた。

## 略歴
デルフトで生まれた。18世紀初めに画家の伝記を出版したアルノルト・ホウブラーケン(1660-1719)によれば、宝石商の息子で、一族には有力な聖職者もいたとされる。デルフトで絵を学び、 1642年にデルフトの聖ルカ組合の会員に登録されると、すぐに国外への修行の旅に出た。パリで働いた後、翌春、リヨンに移り、ロンバルディアの峠を越えて、イタリアに入り、2年間フィレンツェに滞在した後、ローマに滞在した。ローマから帰国の途中にヴェネツィアも訪れ、9年間のイタリア滞在の後、1553年にデルフトに戻った。デルフトでは同時代にデルフトで活躍した風俗画家、ピーテル・デ・ホーホ(1629-1684)のスタイルの追随者となった。
デルフトの職業ギルドのための集団肖像画や風俗画を描き、画家として成功した。珍しい題材の絵画にはアムステルダム商工会議所北方会社からの依頼で現在のノルウェー、スヴァールバル諸島のスピッツベルゲン島の鯨解体工場を描いた作品「Smeerenburg近くの鯨油精製所」もある。この絵は現地に行くことなく他の画家の作品をもとに描かれた。

## 作品

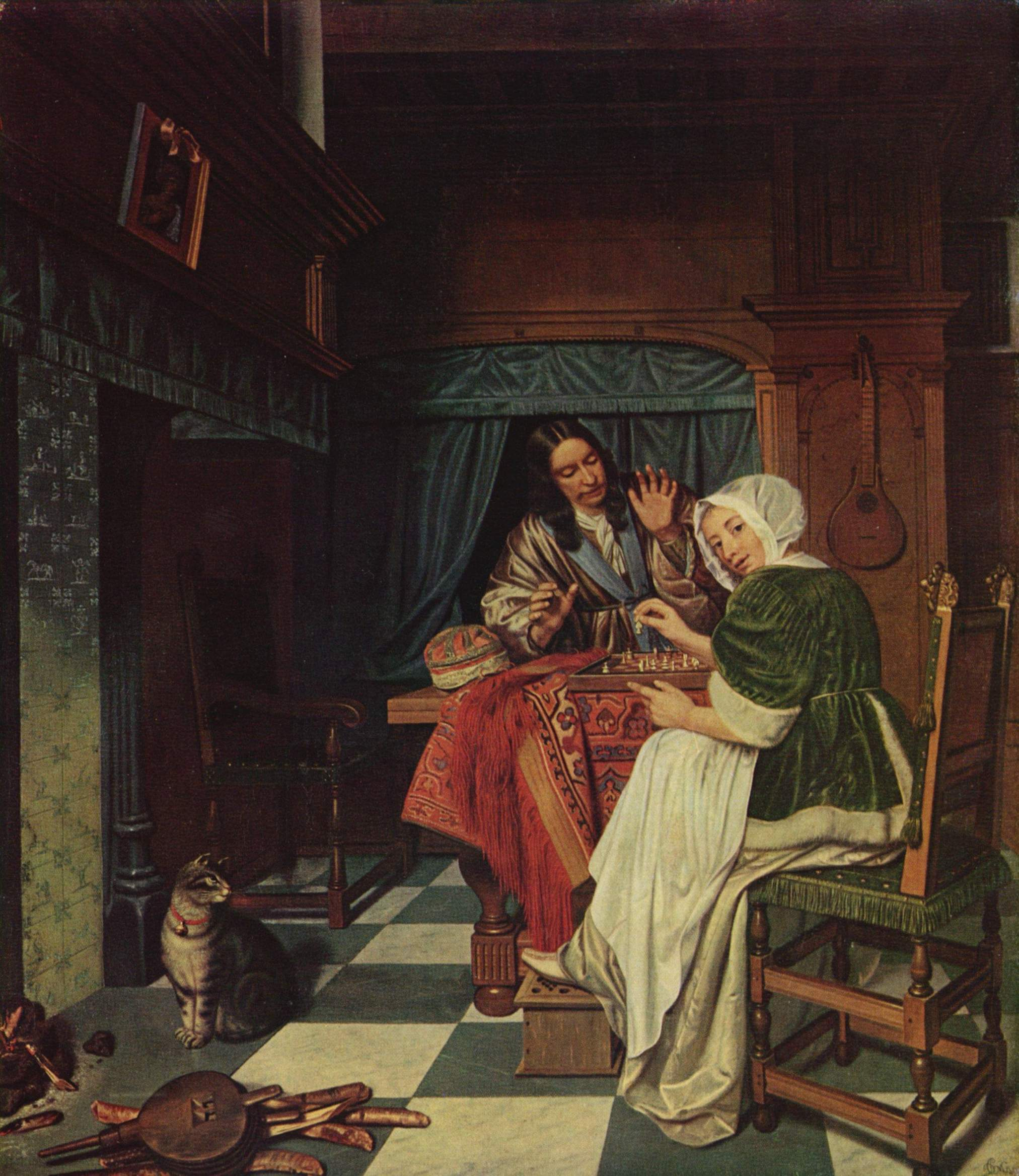
チェスを指す男女 ブダペスト美術館
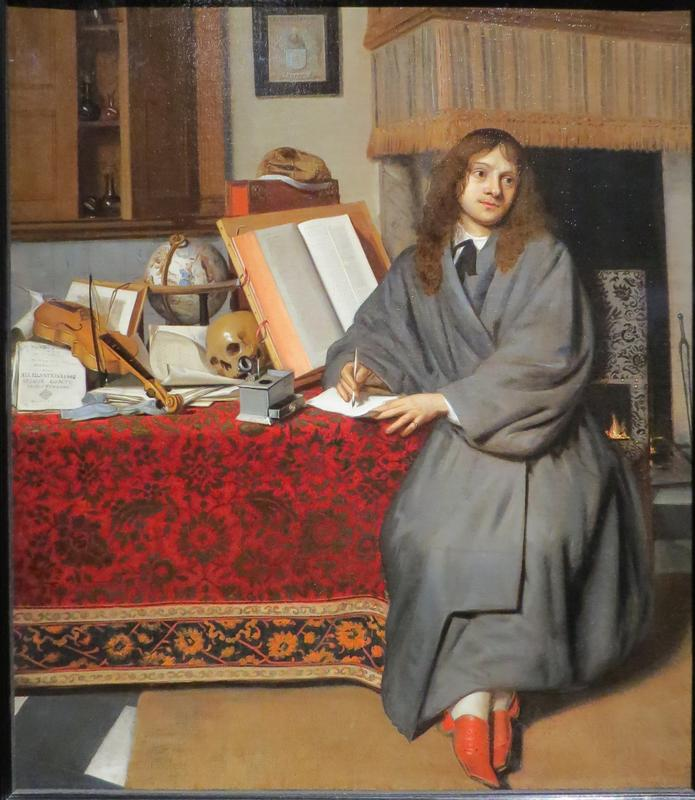
薬剤師の肖像画 (c.1667) Leiden Collection
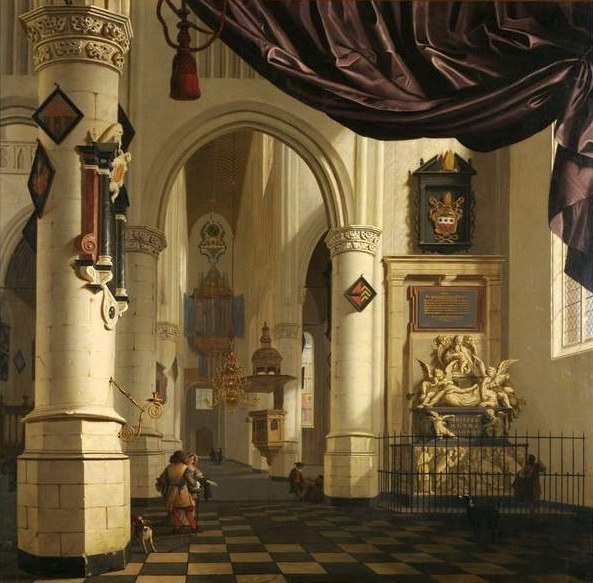
デルフト旧教会の内部 (1660/1665) グダニスク美術館
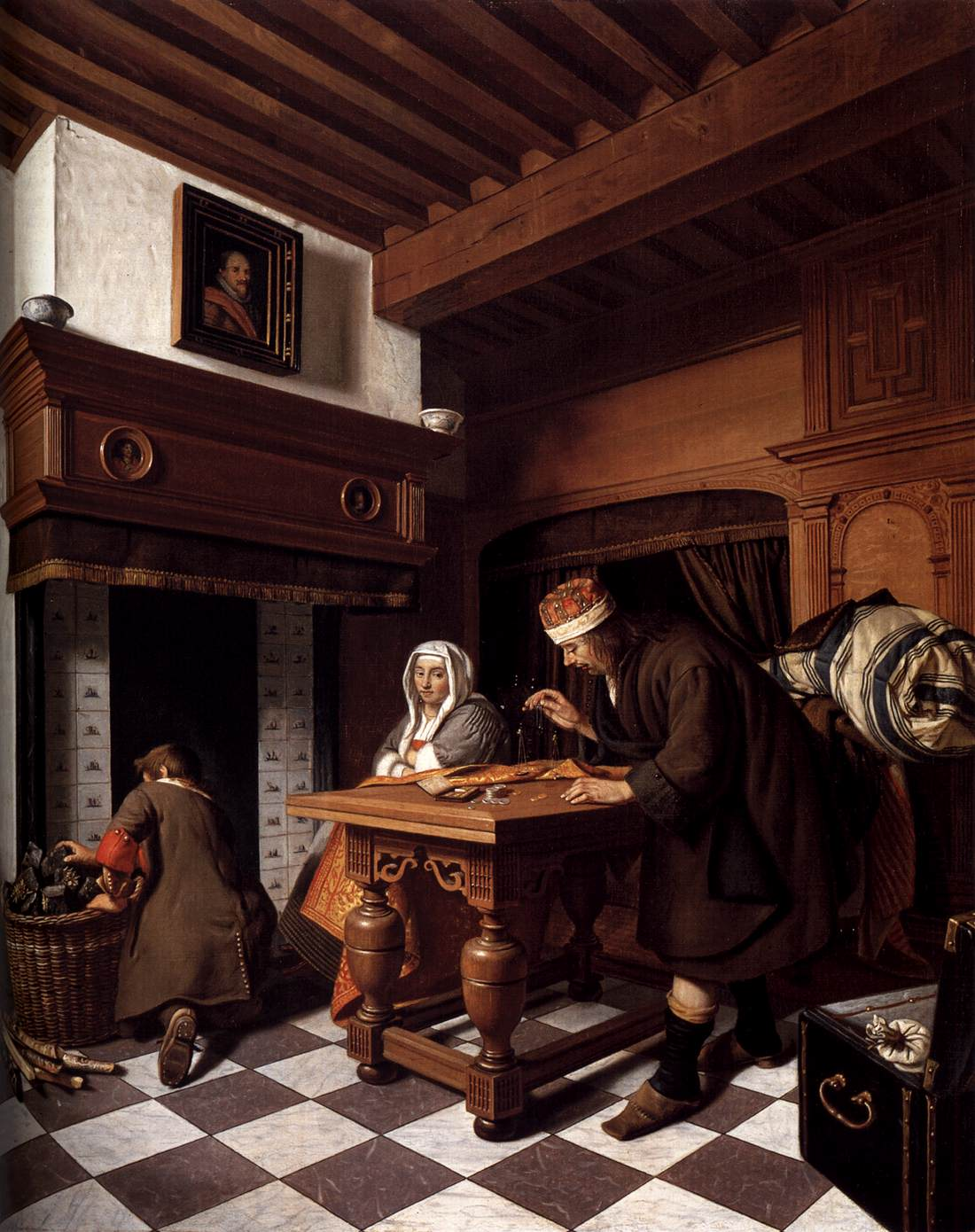
金の重量を計る男 (c.1670) 個人蔵